# 4-ヒドロキシフェニルピルビン酸デカルボキシラーゼ
4-ヒドロキシフェニルピルビン酸デカルボキシラーゼ(4-hydroxyphenylpyruvate decarboxylase、EC 4.1.1.80)は、以下の化学反応を触媒する酵素である。
4-ヒドロキシフェニルピルビン酸 {\displaystyle \rightleftharpoons } 4-ヒドロキシフェニルアセトアルデヒド + CO2
従って、この酵素の基質は、4-ヒドロキシフェニルピルビン酸のみ、生成物は、4-ヒドロキシフェニルアセトアルデヒドと二酸化炭素の2つである。
この酵素はリアーゼ、特に炭素-炭素結合を切断するカルボキシリアーゼに分類される。系統名は、4-ヒドロキシフェニルピルビン酸 カルボキシリアーゼ (4-ヒドロキシフェニルアセトアルデヒド形成)(4-hydroxyphenylpyruvate carboxy-lyase (4-hydroxyphenylacetaldehyde-forming))である。他に、4-hydroxyphenylpyruvate carboxy-lyaseとも呼ばれる。